# Gimli
Gimli sin Glóinov je škrat, namišljena oseba iz Tolkienove mitologije. Elrond ga je določil za člana bratovščine prstana kot predstavnika rase škratov.
Še posebej je znano njegovo prijateljstvo z vilinom Legolasom; po nekaterih virih, naj bi po dolgoletnem prijateljstvu skupaj odšla v Aman, kar bi pomenilo, da je Gimli prvi in hkrati edini škrat, ki je videl dežele na zahodu.  
Sodeloval je v vseh večjih bitkah, ki so bile prikazane v filmu (Helmov Brezen, Minas Tirith,..) 